# Патріція Марія Ціг
Патріція Марія Ціг (рум. Patricia Maria Țig) — румунська тенісистка.
Перший титул WTA Ціг виграла на Istanbul Cup 2020.

## Фінали турнірів WTA

### Одиночний розряд: 3 (1 титул)
| Результат | В–П | Дата     | Турнір                  | Категорія   | Поверхня | Супротивниця       | Рахунок            |
| --------- | --- | -------- | ----------------------- | ----------- | -------- | ------------------ | ------------------ |
| Поразка   | 0–1 | Сер 2015 | Baku Cup, Азербайджан   | Міжнародний | Хард     | Маргатита Гаспарян | 3–6, 7–5, 0–6      |
| Поразка   | 0–2 | Лип 2019 | Bucharest Open, Румунія | Міжнародний | Ґрунт    | Олена Рибакіна     | 2–6, 0–6           |
| Перемога  | 1–0 | Вер 2020 | İstanbul Cup, Туреччина | Міжнародний | Ґрунт    | Ежені Бушар        | 2–6, 6–1, 7–6(7–4) |

### Пари: 2 фінали
| Результат | В–П | Дата     | Турнір                      | Категорія   | Поверхня    | Партнерка        | Супротивниці                  | Рахунок          |
| --------- | --- | -------- | --------------------------- | ----------- | ----------- | ---------------- | ----------------------------- | ---------------- |
| Поразка   | 0–1 | Лип 2015 | Bucharest Open, Румунія     | Міжнародний | Ґрунт       | Андрея Міту      | Оксана Калашнікова Демі Схюрс | 2–6, 2–6         |
| Поразка   | 0–2 | Жов 2016 | Luxembourg Open, Люксембург | Міжнародний | Хард (зала) | Моніка Нікулеску | Кікі Бертенс Йоганна Ларссон  | 6–4, 5–7, [9–11] |